# Gorizia
Gorizia (tysk: Görz; slovensk: Gorica; friulisk: Gurize) er en by ved floden Isonzo i det nordøstlige Italien. Gorizia har 33.506(2023) indbyggere og er hovedsæde for provinsen Gorizia, der ligger i regionen Friuli-Venezia Giulia. Byen ligger direkte ved grænsen til Slovenien. Den var tidligere hovedstad i Grevskabet Görz og er fortsat hovedsæde for Ærkebispedømmet Görz.